# Efterklang
Musikgruppen Efterklang hittas på Efterklang (musikgrupp)
Akustikkonsulterna Efterklang hittas på Ingemanssons Ingenjörsbyrå
Efterklang eller rumsklang uppstår som följd av att ljudet från en ljudkälla i ett rum inte enbart når mottagaren (lyssnaren, mikrofonen osv.) direkt, utan även via reflexer i golv, väggar och tak. Till skillnad från ett eko upplevs efterklang som ett kontinuerligt avtagande ljud, omedelbart efter det primära ljudet. Efterklangen karakteriseras av hur lång tid det tar innan ljudet har sjunkit under uppfattbarhetströskeln, sedan ljudkällan tystnat. Ett vanligt akustiskt mått på efterklang är att ange hur lång tid det tar innan ljudets intensitet minskat med 60 dB, sedan ljudkällan upphört att generera ljud. Ett enkelt sätt att få en uppfattning om efterklangen i ett rum är att göra ett distinkt handklapp, och sedan lyssna på det avklingande ljudet av reflekterat ljud – efterklangen.
Inom ljudtekniken finns olika hjälpmedel för att skapa konstgjord efterklang, vilka ofta benämns reverb – som är en förkortning av det engelska ordet för efterklang (reverberation). Äldre typer kunde baseras på fjädrar och plåtar, men nu är de vanligen konstruerade med digital elektronik.
För att minska efterklangen i ett rum, i syfte att förbättra ljudkvaliteten, kan man tillföra material med högre ljudabsorberande effekt än de ursprungliga ytskiktens. För att inte förändra rummets utseende, väljer man då ofta att arbeta med ljudabsorbenter som fästs eller hängs i taket. Ofta är dessa utformade som vita plattor, och består av mineralull. Det finns även textilier med dokumenterade ljudabsorberande egenskaper som går att använda i samma syfte, som kan hängas längs väggar eller fritt i rummet. Sabines formel ger ett enkelt samband mellan efterklang och absorptionsarea.
Den del av akustiken som främst sysslar med efterklang i rum är rumsakustiken. För att skatta efterklangen i ett rum kan man då använda sig av förenklade teoretiska modeller, som Sabines formel, eller mer omfattande modeller som strålgångsberäkning med dator.
Inom arkitektur behövs metoder som kan förutspå vilken efterklang ett rum kommer att få, vilket kan ske genom så kallad simulering. Rummets form och ytskiktens ljudabsorberande egenskaper används då för att beräkna hur ljudet kommer att bete sig i rummet, till exempel hur lång tid det tar innan reflektionerna från en handklappning klingat av.

## Relaterat
- Klang